# Storm (песня)
Storm (с англ. — «Шторм») — песня в исполнении шведского певца Виктора Крона, который представит Эстонию на «Евровидении-2019». Наряду с Виктором, эстонская актриса и певица Саара Кадак ненадолго появится на сцене, чтобы поддержать Виктора во время середины песни, в то время как Кайр Вильгатс выступит бэк-вокалистом.
Песня была написана в соавторстве со Стигом Ряста, который также написал песни для Евровидения 2015 и 2016 годов, и который выступит бэк-вокалистом этой песни во время живых выступлений.

## Евровидение
16 февраля 2019 года Виктор Крон с песней «Storm» был выбран в качестве представителя Эстонии на конкурсе «Евровидение-2019», после того как он выиграл финал национального отбора «Eesti Laul 2019».
В Тель-Авиве Виктор Крон выступил с песней во второй половине первого полуфинала 14 мая 2019 года. По результатам голосования, прошёл в финал.

## Список композиций
| №  | Название                  | Длительность |
| -- | ------------------------- | ------------ |
| 1. | «Storm» (Eurovision 2019) | 3:16         |

## Позиции в чартах
| Чарт (2017)             | Высшая позиция |
| ----------------------- | -------------- |
| Estonia (IFPI)          | 3              |
| Estonia National (IFPI) | 1              |